# Diplopterys cabrerana
A Diplopterys cabrerana é um arbusto nativo da Bacia Amazônica, abrangendo os territórios do Brasil, Colômbia, Equador e Peru. Nas línguas quechua ela é chamada de chaliponga ou chagropanga; e em partes do Equador é conhecida como chacruna-um, nome de outra forma reservada para Psychotria viridis.
D. cabrerana e P. viridis são os dois aditivos comuns para a ayahuasca. Ambas as espécies são fontes ricas de N, N-DMT, uma triptamina endógena em seres humanos e outros muitas outras espécies. A chaliponga produz, adicionalmente, 5-MeO-DMT, um análogo estrutural menos comum.
A planta armazena os alcalóides de N, N-DMT, 5-MeO-DMT, e N-metiltetra-beta-carbolina nas suas folhas e caules. Amostras de folhas foram consideradas 0,17-1,75% de N, N-DMT, mas apenas quantidades vestigiais de N-metiltetra-beta-carbolina ocorrer nas folhas. As folhas também podem armazenar metiltriptamina e quantidades vestigiais de bufotenina.
Estacas de D. cabrerana são transplantáveis. As mudas são plantadas em solo ou diretamente, ou enraizada primeiro na água.